# 굳이어

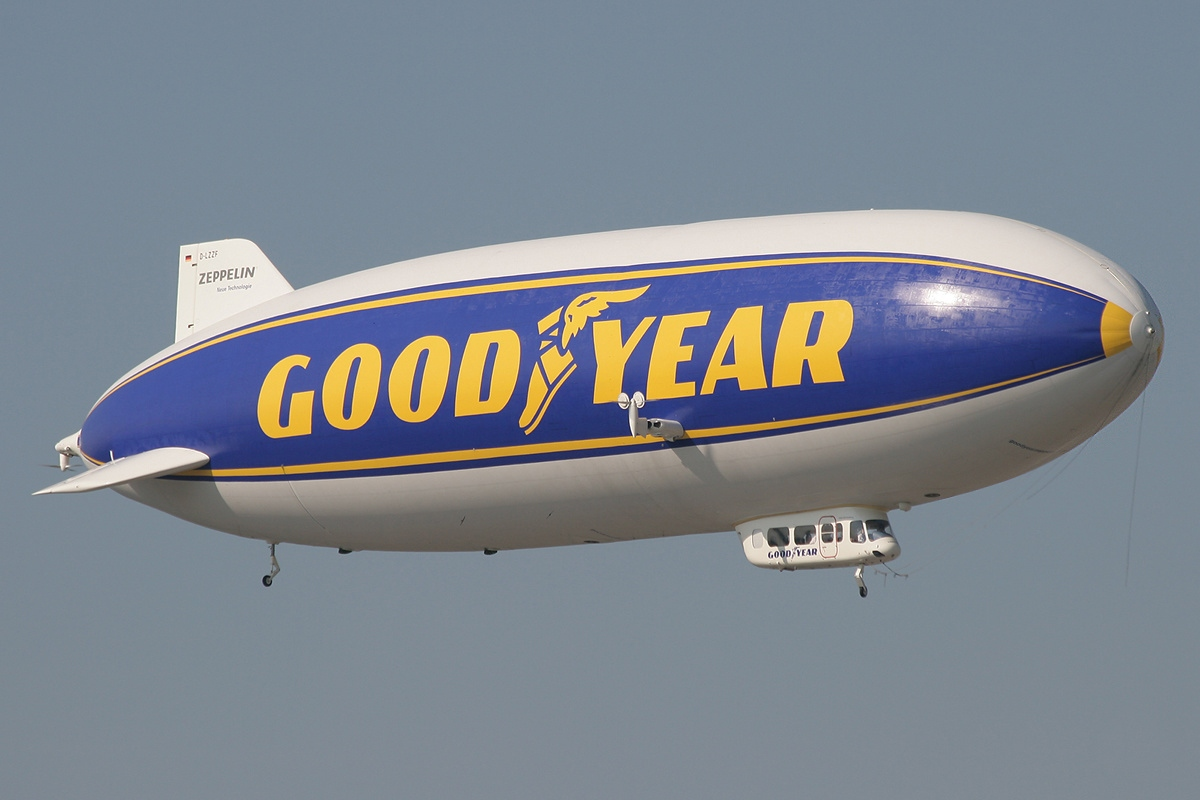

굳이어 타이어 앤드 러버 컴퍼니(영어: The Goodyear Tire & Rubber Company)은 미국의 타이어 제조 회사이다. 1898년에 프랭크 자이벌링이 회사명은 고무 개발자 찰스 굿이어의 이름을 따서 이름을 지었다. 자전거 고무 타이어 제조로 시작하여 자동차와 항공기 타이어 제조로 오랫동안 세계 최대의 타이어 업체로 이름을 알렸으나, 현재 타이어 제조에서는 일본 브리지스톤과 프랑스 미쉐린에 뒤지고 있으며, 회사는 대신 사업을 다각화하였다.